# تمثال نصفي لهيلا سيلاسي
تمثال نصفي لهيلا سيلاسي هو تمثال نصفي للإمبراطور الإثيوبي هيلا سيلاسي الذي كان يقف سابقًا في حديقة كانيزارو في ويمبلدون كومون، لندن. من عمل النحاتة هيلدا سيليجمان، أطيح به في يونيو 2020.

## التاريخ
خلال ثلاثينيات القرن الماضي، دخلت إثيوبيا في صراع مع الديكتاتور الإيطالي بينيتو موسوليني، الذي سعى للانتقام لبلاده لخسائرها خلال الحرب الإيطالية الإثيوبية الأولى. في عام 1935 غزت إيطاليا إثيوبيا، وبدأت الحرب الإيطالية الإثيوبية الثانية. نتيجة للغزو تم نفي هيلا سيلاسي إلى المملكة المتحدة.
في عام 1936 أثناء وجوده في المنفى أمضى سيلاسي وقتًا في منزل عائلة سليغمان. عاد إلى إثيوبيا في عام 1941 وعندما تم هدم منزل سيليجمان في عام 1957، قامت بتركيب التمثال النصفي في حديقة كانيزارو.
كان التمثال النصفي موقعًا شهيرًا للجذب والحج لأتباع الحركة الراستافارية.

### التدمير
تم تدمير التمثال من قبل مجموعة من حوالي 100 متظاهر في 30 يونيو 2020، فيما يُعتقد أنه كان رد فعل على مقتل المغني الإثيوبي المحتج هاتشالو هونديسا في أديس أبابا في اليوم السابق.